# Livello trofico
Per livello trofico si intende la posizione che un individuo facente parte di un gruppo occupa rispetto al livello trofico di base che è rappresentato dagli autotrofi (produttori, come i vegetali). 
Più esattamente in un "livello trofico" sono compresi tutti quegli organismi che ottengono energia dal Sole (o da altri tipi di fonti primarie) tramite lo stesso numero di passaggi; se ad esempio consideriamo una catena alimentare composta da graminacea→cavalletta→rana→rapace, la graminacea (autotrofo, che cioè sfrutta direttamente l'energia solare o chemiosintetica come fonte per organicare le sostanze necessarie al proprio metabolismo) sarà al 1º livello trofico, la cavalletta sarà al secondo in quanto consumatore primario (ovvero organismo eterotrofo che si nutre di vegetali) e così via fino al rapace che occuperà il 4º livello trofico.
Con una semplificazione, si può dire che il livello trofico è il posto occupato da un individuo all'interno della catena alimentare in un dato ecosistema.

## Storia
Il concetto di livello trofico è stato sviluppato da Raymond Lindeman (1942), sulla base della terminologia di August Thienemann (1926): "produttori", "consumatori" e "riduttori" (modificati in "decompositori" da Lindeman).
La parola trofico deriva dal greco τροφή (trophē) con riferimento al cibo o al nutrimento.

## Panoramica[5][6]

Categorie di consumatori basate sul materiale mangiato (pianta: le sfumature verdi sono vive, le sfumature marroni sono morte; animale: le sfumature rosse sono vive, le sfumature viola sono morte; o particolato: sfumature grigie) e la strategia di alimentazione (raccoglitore: tonalità più chiara di ciascun colore; minatore: tonalità più scura di ciascun colore).

I tre modi fondamentali in cui gli organismi si procurano il cibo sono come produttori, consumatori e decompositori.
- I produttori (autotrofi) sono tipicamente piante o alghe. Le piante e le alghe di solito non mangiano altri organismi, ma estraggono i nutrienti dal suolo o dall'oceano e producono il proprio cibo usando la fotosintesi. Per questo vengono chiamati produttori primari. In questo modo, è l'energia del sole che di solito alimenta la base della catena alimentare.[7] Un'eccezione si verifica negli ecosistemi idrotermali di acque profonde, dove non c'è luce solare. Qui i produttori primari fabbricano il cibo attraverso un processo chiamato chemiosintesi.[8]
- I consumatori (eterotrofi) sono specie che non possono produrre il proprio cibo e hanno bisogno di consumare altri organismi. Gli animali che mangiano i produttori primari (come le piante) sono chiamati erbivori. Gli animali che mangiano altri animali sono chiamati carnivori e gli animali che mangiano sia piante che altri animali sono chiamati onnivori.
- I decompositori (detritivori) abbattono piante morte e materiale animale e rifiuti e li rilasciano nuovamente come energia e sostanze nutritive nell'ecosistema per il riciclaggio. I decompositori, come batteri e funghi, si nutrono di rifiuti e materia morta, convertendoli in sostanze chimiche inorganiche che possono essere riciclate come nutrienti minerali affinché le piante possano riutilizzarli.

I livelli trofici possono essere rappresentati da numeri, a partire dal livello 1 con le piante. Ulteriori livelli trofici sono numerati successivamente in base a quanto si trova l'organismo lungo la catena alimentare.
Livello 1
Le piante e le alghe producono il proprio cibo e sono chiamate produttori.
Livello 2
Gli erbivori mangiano piante e sono chiamati consumatori primari.
Livello 3
I carnivori che mangiano erbivori sono chiamati consumatori secondari.
Livello 4
I carnivori che mangiano altri carnivori sono chiamati consumatori terziari.
Superpredatori
Per definizione, i superpredatori adulti sani non hanno predatori (con i membri della loro stessa specie una possibile eccezione) e si trovano al livello più alto della loro rete alimentare.

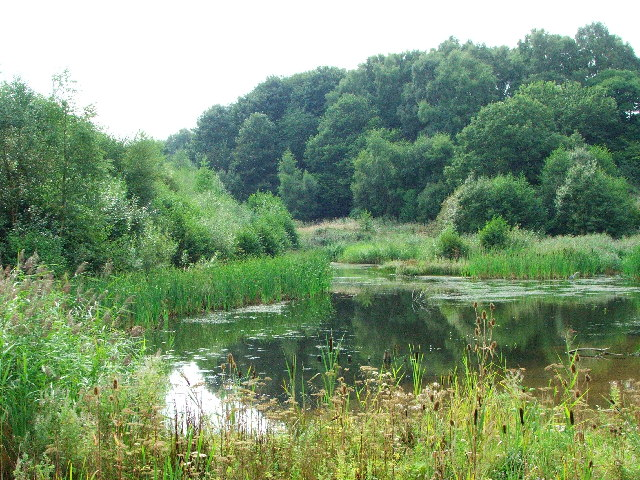
Primo livello trofico. Le piante in questa immagine, e le alghe e il fitoplancton nel lago, sono i produttori primari. Prendono sostanze nutritive dal suolo o dall'acqua e producono il proprio cibo mediante la fotosintesi, utilizzando l'energia del sole.
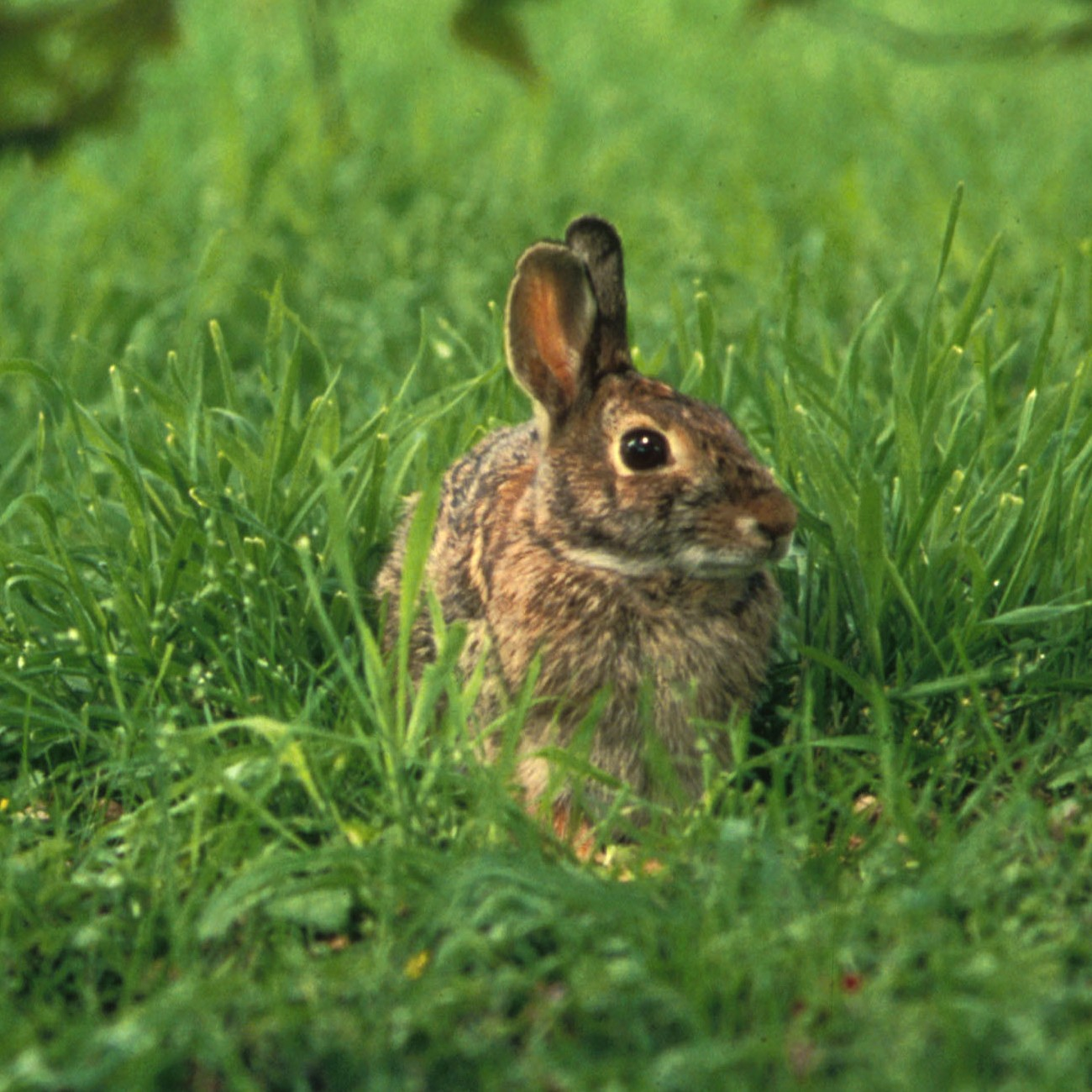
Secondo livello trofico. I conigli mangiano piante al primo livello trofico, quindi sono consumatori primari.
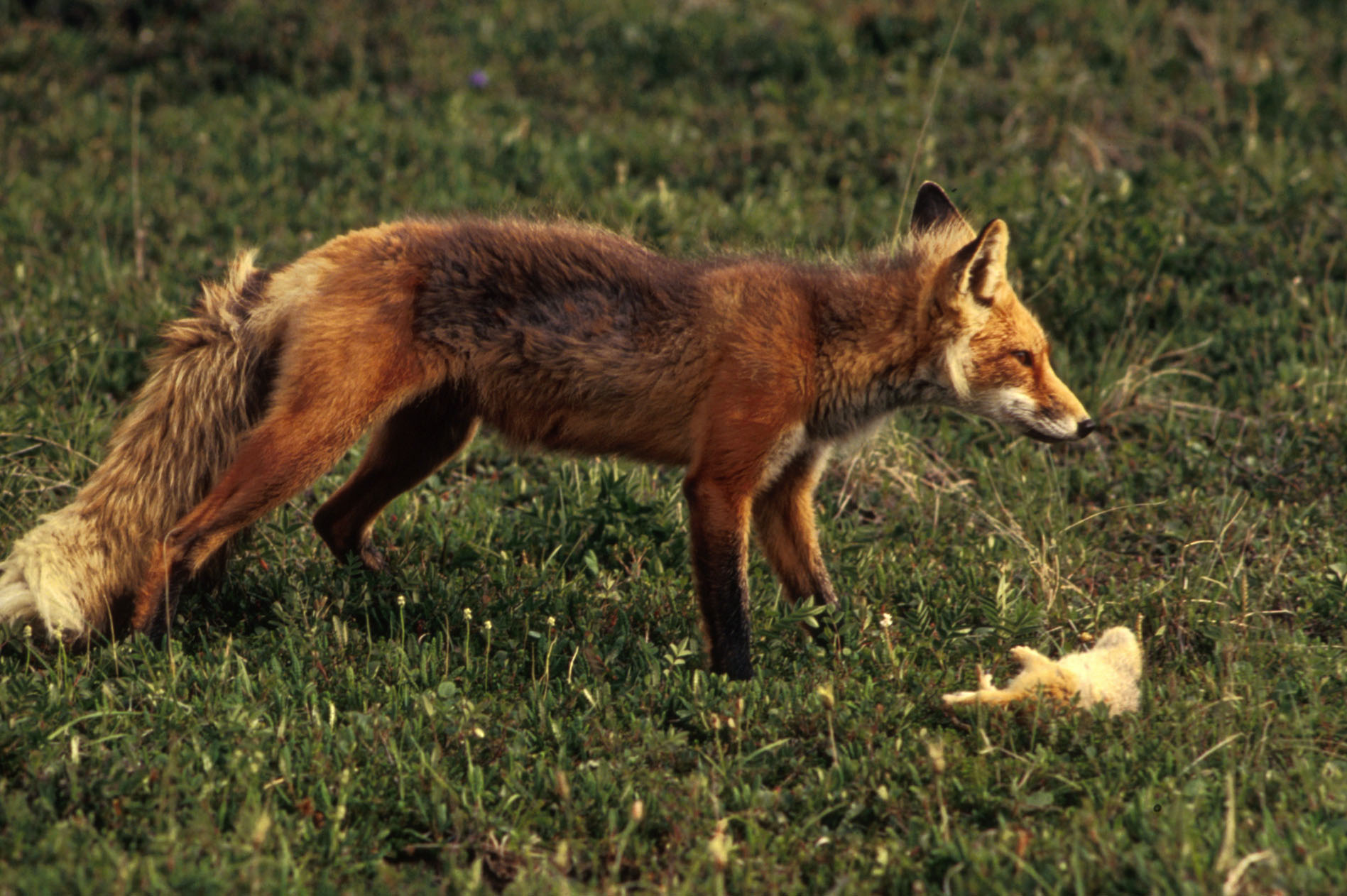
Terzo livello trofico. Le volpi mangiano conigli al secondo livello trofico, quindi sono consumatori secondari.
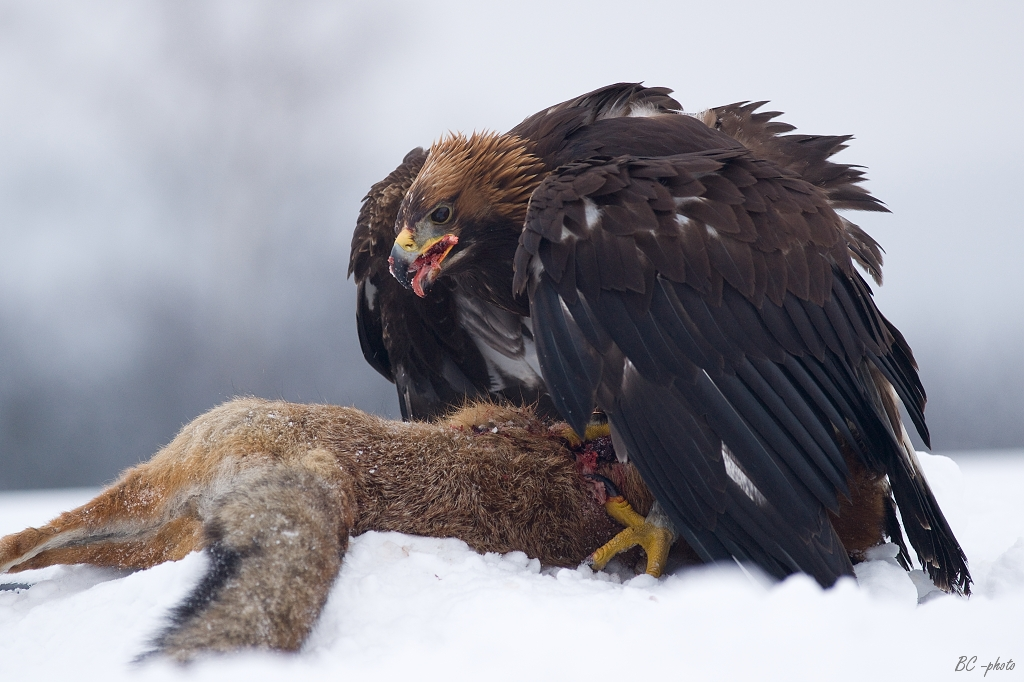
Quarto livello trofico. Le aquile reali mangiano volpi al terzo livello trofico, quindi sono consumatori terziari.
Decompositori. I funghi di questo albero si nutrono di materia morta, riconvertendola in sostanze nutritive che i produttori primari possono utilizzare.

Negli ecosistemi del mondo reale esiste più di una catena alimentare per la maggior parte degli organismi, poiché la maggior parte degli organismi mangia più di un tipo di cibo o viene mangiata da più di un tipo di predatore. Un diagramma che definisce l'intricata rete di catene alimentari che si intersecano e si sovrappongono per un ecosistema è chiamato la sua rete alimentare. I decompositori sono spesso lasciati fuori dalle reti trofiche, ma se inclusi segnano la fine di una catena alimentare. Così le catene alimentari iniziano con i produttori primari e finiscono con il decadimento e i decompositori. Poiché i decompositori riciclano i nutrienti, lasciandoli in modo che possano essere riutilizzati dai produttori primari, a volte si ritiene che occupino il proprio livello trofico.
Il livello trofico di una specie può variare se ha una scelta di dieta. Praticamente tutte le piante e il fitoplancton sono puramente fototrofiche e sono esattamente al livello 1.0. Molti vermi sono intorno a 2.1; insetti 2.2; meduse 3.0; uccelli 3.6. Uno studio del 2013 stima il livello trofico medio degli esseri umani a 2,21, simile a quello dei maiali o delle acciughe. Questa è solo una media, e chiaramente sia le abitudini alimentari umane moderne che quelle antiche sono complesse e variano notevolmente. Ad esempio, un Inuit tradizionale che vive con una dieta composta principalmente da foche avrebbe un livello trofico di quasi 5.

## Efficienza di trasferimento della biomassa

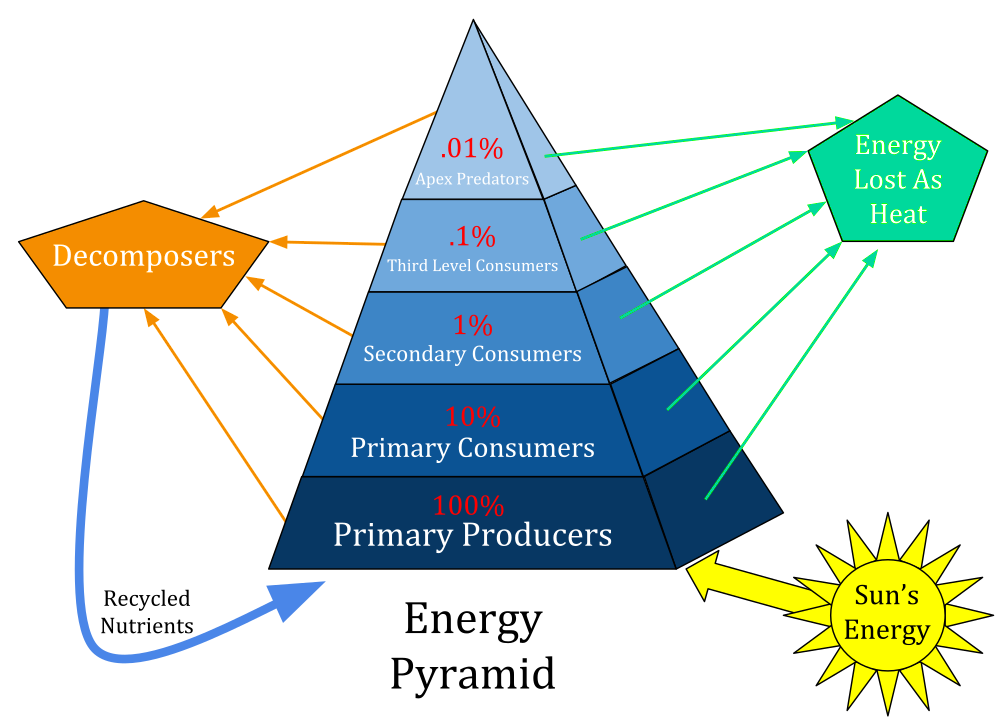
Una piramide energetica illustra quanta energia è necessaria mentre fluisce verso l'alto per supportare il successivo livello trofico. Solo circa il 10% dell'energia trasferita tra ogni livello trofico viene convertito in biomassa.

In generale, ogni livello trofico si relaziona a quello sottostante assorbendo parte dell'energia che consuma, e in questo modo può essere considerato appoggiato o supportato dal livello trofico immediatamente inferiore. Le catene alimentari possono essere rappresentate in diagramma per illustrare la quantità di energia che si sposta da un livello di alimentazione al successivo in una catena alimentare. Questa è chiamata piramide energetica. L'energia trasferita tra i livelli può anche essere pensata come un'approssimazione a un trasferimento in biomassa, quindi le piramidi energetiche possono anche essere viste come piramidi di biomassa, rappresentando la quantità di biomassa che risulta a livelli più alti dalla biomassa consumata a livelli più bassi. Tuttavia, quando i produttori primari crescono rapidamente e vengono consumati rapidamente, la biomassa in qualsiasi momento può essere bassa; ad esempio, la biomassa di fitoplancton (produttore) può essere bassa rispetto alla biomassa di zooplancton (consumatore) nella stessa area di oceano.
L'efficienza con cui l'energia o la biomassa viene trasferita da un livello trofico all'altro è chiamata efficienza ecologia. I consumatori di ogni livello convertono in media solo il 10% circa dell'energia chimica contenuta nel loro cibo nel proprio tessuto organico (la legge del dieci percento). Per questo motivo le catene alimentari raramente si estendono per più di 5 o 6 livelli. Al livello trofico più basso (il fondo della catena alimentare), le piante convertono circa l'1% della luce solare che ricevono in energia chimica. Ne consegue che l'energia totale originariamente presente nella luce solare incidente che è infine incorporata in un consumatore terziario è di circa lo 0,001%.

## Evoluzione
Sia il numero di livelli trofici che la complessità delle relazioni tra di essi si evolvono man mano che la vita si diversifica nel tempo, con l'eccezione di eventi di estinzione di massa intermittenti.

## Livelli trofici frazionari

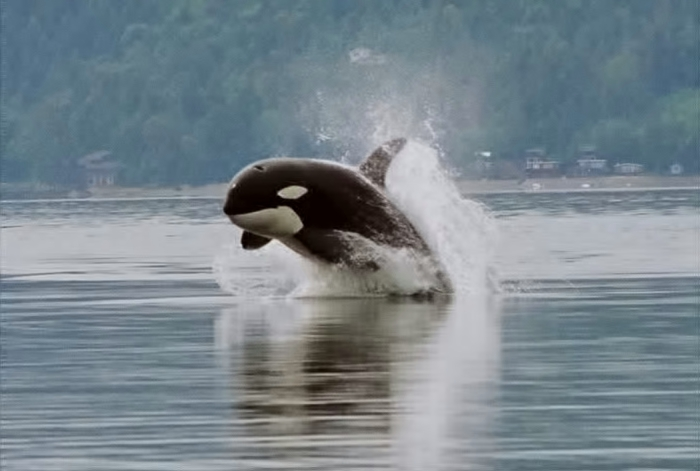
Le orche assassine sono superpredatori ma sono divise in popolazioni separate che cacciano prede specifiche, come tonni, piccoli squali e foche.

Le reti alimentari definiscono in gran parte gli ecosistemi ei livelli trofici definiscono la posizione degli organismi all'interno delle reti. Ma questi livelli trofici non sono sempre numeri interi semplici, perché gli organismi spesso si nutrono a più di un livello trofico. Ad esempio, alcuni carnivori mangiano anche piante e alcune piante sono carnivore. Un grande carnivoro può mangiare sia piccoli carnivori che erbivori; la lince rossa mangia i conigli, ma il leone di montagna mangia sia le linci rosse che i conigli. Gli animali possono anche mangiarsi a vicenda; la rana toro mangia i gamberi e i gamberi mangiano le giovani rane toro. Le abitudini alimentari di un animale giovane e, di conseguenza, il suo livello trofico, possono cambiare man mano che cresce.
Lo scienziato della pesca Daniel Pauly fissa i valori dei livelli trofici a uno nelle piante e nei detriti, due negli erbivori e nei detritivori (consumatori primari), tre nei consumatori secondari e così via. La definizione del livello trofico, TL, per ogni specie consumatrice è:
{\displaystyle TL_{i}=1+\sum _{j}(TL_{j}\cdot DC_{ij})\!}
Dove {\displaystyle TL_{j}} è il livello trofico frazionario della preda j, e {\displaystyle DC_{ij}} rappresenta la frazione di j nella dieta di i. Cioè, il livello trofico del consumatore è uno più la media ponderata di quanto diversi livelli trofici contribuiscono al suo cibo.
Nel caso degli ecosistemi marini, il livello trofico della maggior parte dei pesci e degli altri consumatori marini assume un valore compreso tra 2,0 e 5,0. Il valore superiore, 5.0, è insolito, anche per pesci di grandi dimensioni, sebbene si presenti nei predatori apicali di mammiferi marini, come orsi polari e orche.
Oltre agli studi osservazionali sul comportamento animale e alla quantificazione del contenuto dello stomaco animale, il livello trofico può essere quantificato attraverso l'analisi degli isotopi stabili dei tessuti animali come muscoli, pelle, capelli, collagene osseo. Questo perché vi è un consistente aumento della composizione isotopica dell'azoto ad ogni livello trofico causato dai frazionamenti che avvengono con la sintesi delle biomolecole; l'entità di questo aumento della composizione isotopica dell'azoto è di circa 3-4 ‰.

## Livello trofico medio

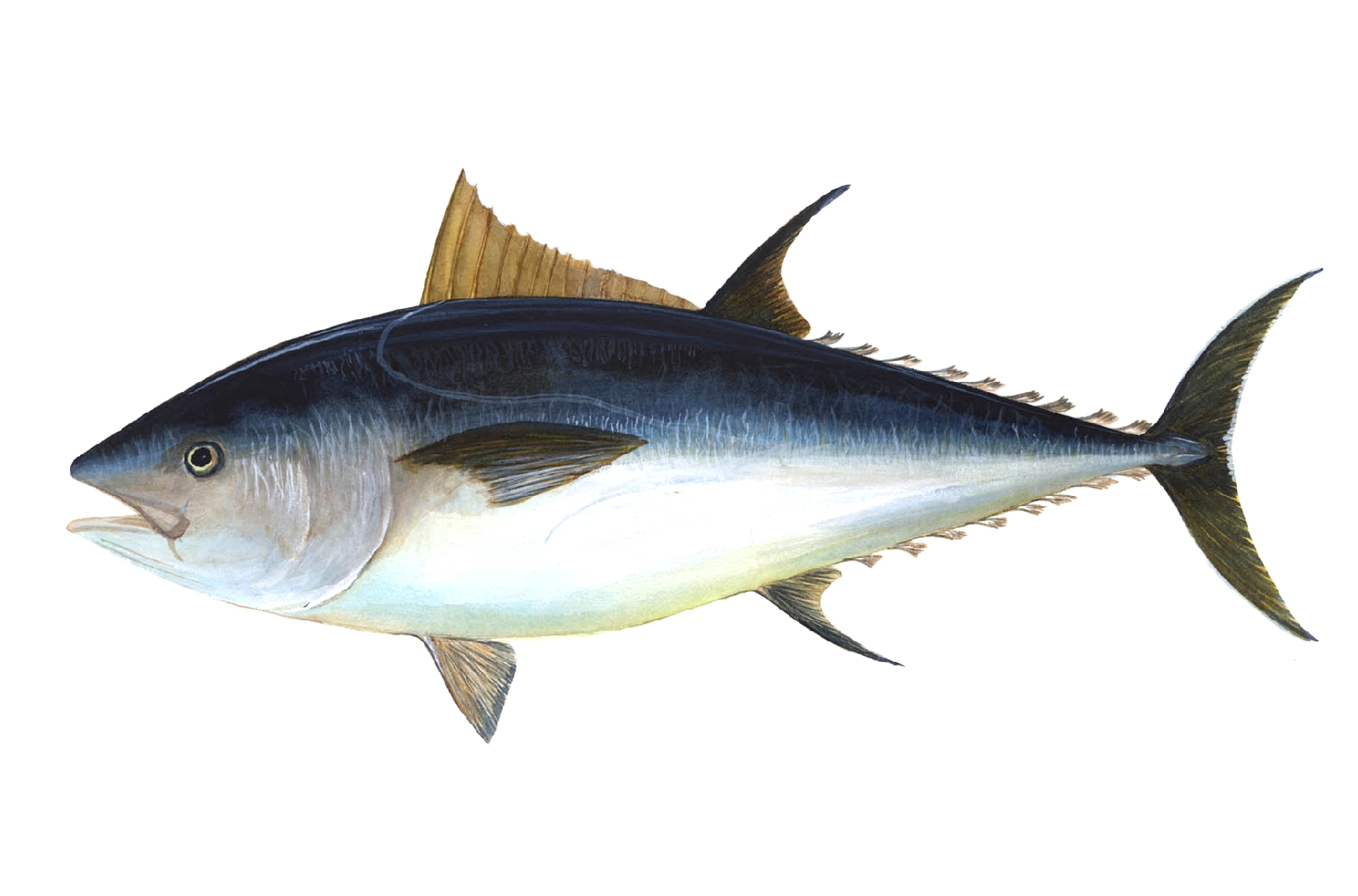
Il livello trofico medio delle catture della pesca mondiale è costantemente diminuito perché molti pesci ad alto livello trofico, come questo tonno, sono stati sovra-sfruttati.

Nella pesca, il livello trofico medio per le catture di pesca in un'intera area o ecosistema è calcolato per l'anno y come:
{\displaystyle TL_{y}={\frac {\sum _{i}(TL_{i}\cdot Y_{iy})}{\sum _{i}Y_{iy}}}}
Dove {\displaystyle Y_{iy}} è la cattura annuale della specie o del gruppo i nell'anno y, e {\displaystyle \ TL_{i}\ }è il livello trofico per la specie i come definito sopra.
I pesci a livelli trofici più alti di solito hanno un valore economico più elevato, il che può portare a una pesca eccessiva ai livelli trofici più alti. Rapporti precedenti hanno rilevato un precipitoso calo del livello trofico medio delle catture di pesca, in un processo noto come "pesca lungo la rete alimentare". Tuttavia, lavori più recenti non trovano alcuna relazione tra valore economico e livello trofico; e ciò significa che i livelli trofici nelle catture, nelle indagini e nelle valutazioni degli stock non sono di fatto diminuiti, suggerendo che la pesca lungo la rete trofica non è un fenomeno globale. Tuttavia Pauly e altri notano che i livelli trofici hanno raggiunto il picco di 3,4 nel 1970 nell'Atlantico nord-occidentale e centro-occidentale, seguito da un successivo declino a 2,9 nel 1994. Riferiscono un allontanamento dai pesci di fondo longevi, piscivori e ad alto livello trofico, come merluzzo ed eglefino, a invertebrati di breve durata, planctivori, a basso livello trofico (p. es., gamberi) e piccoli pesci pelagici (p. es., aringhe). Questo passaggio da pesci di alto livello trofico a invertebrati e pesci di basso livello trofico è una risposta ai cambiamenti nell'abbondanza relativa delle catture preferite. Ritengono che ciò faccia parte del collasso globale della pesca, che trova un'eco nel Mar Mediterraneo sovra-sfruttato.
Gli esseri umani hanno un livello trofico medio di circa 2,21, più o meno lo stesso di un maiale o di un'acciuga.